# Uroplectes gracilior
Espèce
Synonymes
- Uroplectes carinatus gracilior Hewitt, 1913

Uroplectes gracilior est une espèce de scorpions de la famille des Buthidae.

## Distribution
Cette espèce se rencontre en Namibie et en Afrique du Sud.

## Description
Le mâle syntype mesure 38 mm et la femelle syntype 37 mm.

## Systématique et taxinomie
Cette espèce a été décrite sous le protonyme Uroplectes carinatus gracilior par Hewitt en 1913. Elle est élevée au rang d'espèce par Lamoral en 1979.

## Publication originale
- Hewitt, 1913 : « The Percy Sladen Memorial Expedition to Great Namaqualand 1912–13. Records and descriptions of the Arachnida of the collection. Order Scorpiones. » Annals of the Transvaal Museum, vol. 4, no 3, p. 146–159 (texte intégral).